# PONOS
PONOS是一家獨立的電子遊戲公司，成立於1990年，總部位於日本京都。該公司最初是一家圖像處理公司，但後來轉向移動平台上的遊戲開發。PONOS以開發和發行塔防遊戲《貓咪大戰爭》而聞名。
PONOS也是威廉姆斯F1車隊2020年一級方程式世界錦標賽和2021年一級方程式世界錦標賽的合作夥伴。